# Dún na Rí Forest Park
Le parc forestier  Dún na Rí  (en irlandais : Fort du Roi) est un parc forestier situé à la frontière du comté de Cavan et du comté de Monaghan, en Irlande.

## Histoire
La légende du parc remonte à l'époque de Cúchulainn, le guerrier gaélique qui se reposait dans ces bois en combattant les armées de la reine Maeve de Connaught.
La famille O’Reilly a été propriétaire des terrains jusqu’à la fin du XVIe siècle, quand ils ont été acquis par Thomas Fleming, constructeur du château Flemings.
Les ruines du château sont encore visibles dans le parc. Le domaine a été acquis par la famille Pratt à l'origine de la ville de Kingscourt, dans les années 1760-1770.
Le parc forestier fait partie de l'ancien domaine de Cabra, propriété de la famille Pratt.
Les terres ont été acquises par le service irlandais des forêts en 1959 et ont été transformées en parc forestier au début des années 1970.

## Localisation et faune
Le parc longe les routes de Shercock et Carrickmacross, plus précisément à Magheracloone et Kingscourt.
Le parc forestier Dún na Rí est situé dans une vallée, il abrite des étangs où vivent des lièvres, des visons, des lapins et des loutres ainsi que des écureuils roux et gris, sur les rives de la rivière Cabra.
Avec son lac et ses nombreuses attractions, il est très fréquenté.
La flore est variée. Les espèces d'arbres dominantes sont le chêne et le frêne mais comprennent de nombreuses autres espèces constituant un étage inférieur de noisetiers, de houx et de rhododendrons.
Le sol est, en saison, recouvert d'une grande variété de plantes, notamment perce-neige, jacinthe des bois, anémone des bois, luzule, digitale, oseille des bois et une large gamme de fougères.
Un certain nombre de belles sculptures agrémentent la visite.
Un droit d'entrée doit être acquitté. Il est conseillé de s'informer des horaires d'ouverture et de fermeture.